# Saccolabium congestum
Saccolabium congestum är en orkidéart som först beskrevs av John Lindley, och fick sitt nu gällande namn av Joseph Dalton Hooker. Saccolabium congestum ingår i släktet Saccolabium och familjen orkidéer. Inga underarter finns listade i Catalogue of Life.